# 平湖站
平湖站位于中华人民共和国广东省深圳市龙岗区平湖街道，是广深铁路、平南铁路及平盐铁路的四等站，由广州铁路集团广深铁路股份有限公司管辖。平湖站始建于1911年，是广九铁路（华段）首批建成的车站之一。现有站房于2016年9月26日启用。

## 历史

### 建设

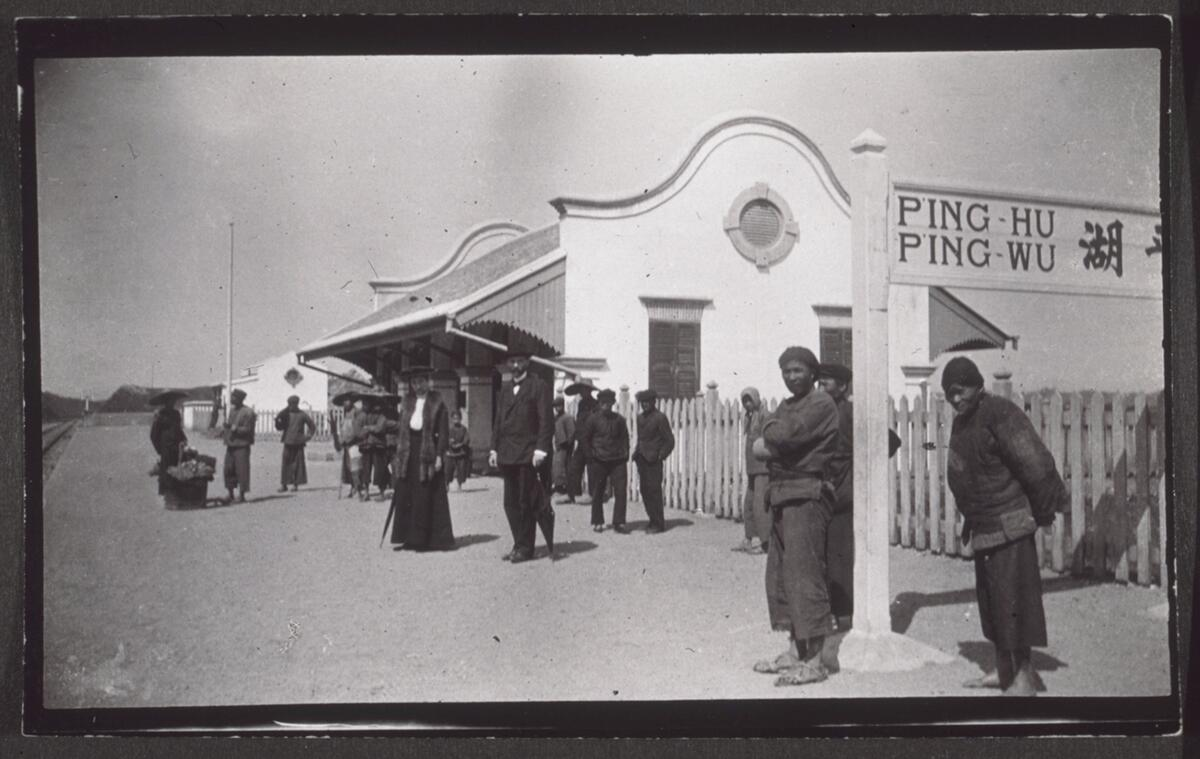
1914年的平湖站

1907年，九广铁路开建。按照原定施工计划，平湖并不设车站，铁路穿越平湖而过。当时任香港华商公局主席的刘铸伯向香港总督卢吉男爵力争，使九广铁路得以在刘铸伯家乡平湖设立了火车站。1911年，平湖站开始建设。
1925年2月，周恩来率部参加国民革命军第一次东征时路过于此，并向群众发表讲话，阐述讨伐军阀陈炯明的意义。抗日战争时期，东纵飞鹰队联合山厦的30多人的抗日武装常备队，摧毁了日军，在此处通过九广铁路连接粤汉、平汉、北宁线，构成了“大陆交通线”的计划。

### 复线化后
本站在改革開放前只有一趟慢車停靠，1984年起再增設多一趟慢车停靠。由于乘车的旅客都是周边种地的菜农，所以这两趟停靠的列车人称“农民车”。不過後來改變停車班次後，本站只有1對慢车及1對快客停靠。
随着广深双线铁路的开通，平湖站开始办理本线快运客车、长途客车业务，高峰期有20多趟旅客列车在平湖停靠，日均客流量超过2000人次，春运期间平均每天客流量5000人次，一天最高送走旅客2万多人。双线改造后，平湖站开始办理货运业务，还为深圳输送了大量高效能源。1992年邓小平南巡期间，深圳掀起了新一轮建设高潮。一大批大量南下建材到达平湖站，车站货物线不断延长，货运仓库不断扩建，还连接了一条与地方合营的货物专业线。鼎盛时车站共有3条专用线，高峰期装卸车曾高达每天100多车。

### 停办客运
随着广深铁路历次提速，停靠平湖站的旅客列车数量越来越少，至2000年代初，廣深線只剩下N651／N652及N656次和一對慢車停靠，長途列車也有前往岳陽的N722次在這站停靠；但随着广深铁路最后一对普快列车N651／N652次于2006年停运及N722次取消停靠平湖站後，截至2006年平湖站再没有旅客列车停靠。
在2006年至2016年9月，平湖站不办理办理旅客乘降、行李、包裹托运，仅办理整车货物发到，只有一些慢車在本站待避高速列車。

### 改造及客运重办
随着深圳市的经济社会的快速发展，周边企业和广大市民对于改善交通出行环境、增加平湖站作為广深铁路停靠营运站点的呼声越来越高，深圳市人大代表更在兩會上表達以上訴求，最終令廣鐵集團开展广深铁路Ⅰ、Ⅱ线增设平湖城际客运站的研究工作。
2014年8月广铁集团发布改造计划招标书，由中國鐵建（中鐵十九局）中標。同年11月，改造工作进场。2015年2月1日，通往厦深铁路李朗线路所的平湖联络线开通运营，广深铁路在本站与厦深铁路实现联通。据深圳媒体报道，未来将在平湖站停靠广州东站前往潮汕地区的城际列车，且深惠城际铁路也会经过平湖站，同时也会规划平湖交通枢纽。深圳地铁10号线和深圳地铁18号线也会在此设站。
2016年7月初，广深一、二线增设平湖客运站改造工程基本完工。9月20日，广铁集团发布消息称，改造后的平湖站已具备开办客运业务的条件，将于9月26日恢复办理客运业务。2016年9月26日，客运业务正式恢复，截至2020年3月，平湖站经停广深动车组列车部分班次，但往来广州东站和潮汕站、汕头站、梅州西站的普通动车组列车（走行广深三、四线）暂不停靠平湖站。

## 运营状况

### 设备设施
本站在复线化前是只有三股线路的避让站，有一个月台，复线化后本站兴建至三个月台，并且使用天桥连接，乘客要去1站台出站，是广深线上少数有这些设计的车站之一（另一个是仙村站）。车站设有5条到发线、1条货物到发线及2条通过线，通过线供特快列车通过之用。而货物到发线附近设有一个仓库，供需列车运送的货物暂存，目前还在使用中。另外在本站仓库北面有一个小小货柜场。用来起卸货柜，部分货物列车会在本站办理货运。本站设有候车室及站房一所，不过已荒废。部分站台更长满了草。
平湖站在改造时，将既有站房翻新为一个可以适应现代化城际铁路客运运输的车站。在保留站房框架的同时，还加装了遮阳雨棚、自动售票机等设施。

### 站台布置
在该站办理客运业务的广深动车组列车停靠平湖站的城际场站台；此外，部分普快列车会在本站避让特快列车（例如广九直通车等），南行会在2站台停靠避让，北行会在3站台停靠避让。不过不会上下客。
| 東 | 一號月台（側式站台） | 一號月台（側式站台） |
| 東 | 廣深I線往深圳方向    |                      |
| 東 | 廣深II線往广州方向   |                      |
| 東 | 二號月台（島式站台） |                      |
| 東 | 廣深III線到發線      |                      |
| 東 | 廣深III線正線        |                      |
| 東 | 廣深III線到發線      |                      |
| 東 | 島式站台             |                      |
| 東 | 廣深IV線到發線       |                      |
| 東 | 廣深IV線正線         |                      |
| 東 | 廣深IV線到發線       |                      |
| 西 | 侧式站台             |                      |

### 停靠车次
平湖站是广深动车组列车的停靠站之一。由该站出发可前往广深铁路上的广州站、广州东站、东莞站、常平站、樟木头站、深圳站。
平湖站重新运营初期，广深动车组列车的所有班次都会在此停靠。2017年9月21日，因全国铁路调整列车运行图，广深动车调整了平湖站的停站频次。调图后，各方向经停平湖站的动车组频次约为半小时一班，结束了以往趟趟都在平湖站停站的惯例。目前停靠车次如下：
| 车次 | 目的地 |
| --- | ------ |
| C7003、C7011、C7019、C7021、C7031、C7033、C7037、C7055、C7059、C7065、C7067、C7075、C7079、C7081、C7087、C7101、C7111、C7125、C7127、C7131、C7135、C7173、C7177、C7183、C7185、C7189 | 深圳   |
| C7014、C7020、C7026、C7038、C7042、C7044、C7054、C7056、C7070、C7072、C7082、C7094、C7098、C7100、C7104、C7112、C7114、C7130                                                         | 广州东 |
| C7028、C7062、C7064、C7074、C7068、C7096、C7102、C7110、C7126、C7128、C7134、C7188                                                                                                   | 广州   |

#### 历史停靠
1971年的停靠的車次
| 車次編號 | 列車等級 | 始發車站 | 始發時間 | 本車站 | 離站時間 | 終到車站 | 終到時間 | 剩餘行車時間 |
| -------- | -------- | -------- | -------- | ------ | -------- | -------- | -------- | ------------ |
| 301      | 廣深客   | 廣州     | 10:10    | 平湖   | 13:59    | 深圳     | 14:30    | 00:31        |
| 302      | 廣深客   | 深圳     | 16:00    | 平湖   | 16:36    | 廣州     | 20:20    | 03:44        |

複線化前停靠的車次
| 車次編號 | 列車等級 | 始發車站 | 始發時間 | 本車站 | 離站時間 | 終到車站 | 終到時間 | 剩餘行車時間 |
| -------- | -------- | -------- | -------- | ------ | -------- | -------- | -------- | ------------ |
| 543      | 廣深客   | 廣州     | 06:50    | 平湖   | 12:13    | 深圳     | 13:00    | 00:47        |
| 501      | 廣深客   | 廣州     | 09:12    | 平湖   | 14:54    | 深圳     | 15:46    | 00:52        |
| 544      | 廣深客   | 深圳     | 14:50    | 平湖   | 15:19    | 廣州     | 19:22    | 04:03        |
| 502      | 廣深客   | 深圳     | 16:30    | 平湖   | 17:08    | 廣州     | 21:22    | 04:14        |

1993年時停靠的車次
| 車次編號 | 列車等級 | 始發車站 | 始發時間 | 本車站 | 離站時間 | 終到車站 | 終到時間 | 剩餘行車時間 |
| -------- | -------- | -------- | -------- | ------ | -------- | -------- | -------- | ------------ |
| 深54     | 快客     | 深圳     | 07:15    | 平湖   | 07:39    | 廣州東   | 09:45    | 02:06        |
| 501      | 客       | 廣州     | 09:12    | 平湖   |          | 深圳     | 14:57    |              |
| 深61     | 快客     | 廣州     | 16:30    | 平湖   |          | 深圳     | 18:58    |              |
| 502      | 客       | 深圳     | 17:22    | 平湖   |          | 廣州     | 23:09    |              |

2004年時停靠的車次
| 車次編號 | 列車等級 | 始發車站 | 始發時間 | 本車站 | 離站時間 | 終到車站 | 終到時間   | 剩餘行車時間 |
| -------- | -------- | -------- | -------- | ------ | -------- | -------- | ---------- | ------------ |
| N651次   | 普快     | 廣州     | 06:13    | 平湖   | 09:23    | 深圳     | 10:15      | 00:52        |
| N656次   | 普快     | 深圳     | 09:14    | 平湖   | 09:35    | 廣州東   | 11:35      | 02:00        |
| N652次   | 普快     | 深圳     | 11:24    | 平湖   | 12:01    | 廣州東   | 14:52      | 02:51        |
| N722次   | 普快     | 深圳     | 20:40    | 平湖   | 21:02    | 岳阳     | 第2日10:02 | 13:00        |

## 意外事件
在“非典”的期间，於2003年4月28日晚6时52分，在T107次列车上，一男一女两名乘务员先后出现高烧症状，两人被迅速送至单独包间内隔离。根据市领导指示，当时的平湖镇委、镇政府迅速调集公安、治安、卫监、医院等多部门人员赶往平湖火车站拉起警戒线，火车进站后一面通过广播请乘客在座位上等候，一面用手提红外测温仪器对车上所有乘客和乘务人员进行体温检测并一一登记，体温异常者予以隔离，并给每位乘客发放一周的预防药物。当天全体240名乘客和50名乘务员均体温正常，T107次列车全面进行消毒后驶向终点深圳站。

## 接驳交通
平湖站未来将会是深圳的交通枢纽之一，建设部门将在以平湖火车站的基础上规划平湖交通枢纽。
| 编号       | 编号     | 线路                   | 线路 | 线路                   | 收费  | 运营商   | 备注   |
| ---------- | -------- | ---------------------- | ---- | ---------------------- | ----- | -------- | ------ |
|            | M181深圳 | （深圳）海吉星公交总站 | ⇆    | （东莞）凤岗天安数码城 | 2.5元 | 东部一分 | 原 881 |
|            | M265     | 华南城南公交总站       | ⇆    | 翠枫豪园               | 2.5元 | 东部三分 | 原 910 |
|            | M311     | 平湖平安大道总站       | →    | 深圳东站东广场         | 2元   | 东部三分 | 原 960 |
| 澳佳工业园 | M311     | ←                      |      | 深圳东站东广场         | 2元   | 东部三分 | 原 960 |
|            | M498     | 华南城南公交总站       | ⇆    | 丹竹头地铁站           | 2元   | 东部三分 |        |

| 编号 | 编号     | 线路                   | 线路 | 线路               | 收费  | 运营商   | 备注           |
| ---- | -------- | ---------------------- | ---- | ------------------ | ----- | -------- | -------------- |
|      | M228     | 万科云城总站           | ↺    | 西丽社区           | 2元   | 巴士四分 | 原 B708        |
|      | M318深圳 | （深圳）大运地铁接驳站 | ⇆    | （深圳）平湖火车站 | 2.5元 | 东部三分 | 经东莞市凤岗镇 |